# Челядинський Артем Вікторович
Артем Вікторович Челядинський (біл. Арцём Віктаравіч Чэлядзінскі, рос. Артём Викторович Челядинский, нар. 29 грудня 1977, Мінськ) — білоруський футболіст, захисник. По завершенні ігрової кар'єри — тренер.
Насамперед відомий виступами за клуби «Динамо» (Мінськ) та «Металург» (Запоріжжя), а також національну збірну Білорусі.

## Клубна кар'єра
У дорослому футболі дебютував 1996 року виступами за «Діфор», в якому провів три роки, після чого перейшов у «Динамо» (Мінськ), де провів ще три сезони, взявши участь у 76 матчах чемпіонату. Більшість часу, проведеного у складі мінського «Динамо», був основним гравцем захисту команди.
Протягом 2002—2003 років захищав кольори команди клубу «Сокіл» (Саратов).
Своєю грою за останню команду привернув увагу представників тренерського штабу «Металурга» (Запоріжжя), до складу якого приєднався в кінці 2003 року. Відіграв за запорізьку команду наступні шість сезонів своєї ігрової кар'єри, поступово ставши одним з лідерів команди. На початку 2009 року покинув «Металург», так як не зійшовся з керівництвом клубу в фінансових умовах продовження контракту.
З 2009 по 2011 рік по сезону грав у складі «Тобола» (Костанай), «Нафтана» та «Шахтаря» (Солігорськ).
До складу клубу «Торпедо-БелАЗ» приєднався 16 січня 2012 року на правах вільного агента. За 4,5 сезони встиг відіграти за «автозаводців» понад сто матчів в усіх турнірах.
У серпні 2016 року Челядинський повернувся у мінське «Динамо». У складі «динамівців» став основним центральним захисником, в ряді матчів був капітаном команди. У грудні 2016 року, по закінченні контракту, покинув столичний клуб.
31 січня 2017 року підписав контракт з іншим столичним клубом, «Крумкачи». У складі «ворон» відразу став капітаном. Пропустивши початок сезону, згодом зарекомендував себе у стартовому складі. Наприкінці сезону в листопаді 2017 року він оголосив про завершення ігрової кар'єри.

## Виступи за збірну
2002 року дебютував в офіційних матчах у складі національної збірної Білорусі, проте на поле виходив дуже рідко, провівши за п'ять років у формі головної команди країни лише 6 матчів, після чого взагалі перестав викликатись до лав збірної

## Тренерська кар'єра
У січні 2018 року приєднався до тренерського штабу мінського «Динамо», а в липні того ж року очолив дубль. Він привів резервну команду «Динамо» до перемоги в чемпіонаті Білорусі серед дублерів 2018 року з рекордною кількістю очок, у 2020 році знову виграв резервний чемпіонат.
У червні 2021 року після відставки Леоніда Кучука він був призначений виконуючим обов'язки головного тренера основної команди «Динамо».

## Досягнення
- Фіналіст кубку України: 2006
- Срібний призер чемпіонату Білорусі: 2011
- Володар Кубка Білорусі: 2016